# Conrad Heinrich Christoph Willgerodt

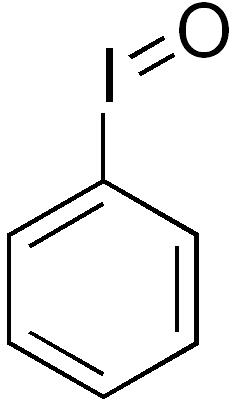
Iodosobenzè

Conrad Heinrich Christoph Willgerodt (2 de novembre de 1841, Bad Harzburg, Baixa Saxònia - 19 de desembre de 1930, Friburg de Brisgòvia, Baden-Württemberg), fou un químic orgànic alemany conegut per la reacció de Willgerodt.
Fou alumne d'Adolf Claus i professor de la Universitat de Friburg de Brisgòvia. Entre les seves contribucions a la química destaquen la síntesi del iodosobenzè i la reacció de Willgerodt.